# Skeem
Skeem es una película sudafricana de 2011 escrita y dirigida por Tim Greene. Se estrenó el 16 de octubre de 2011 en el Festival de Cine de Abu Dhabi, donde ganó el premio Audience's Choice Award, y en cines locales de Sudáfrica ese mismo mes.
Sobre ella, su director ha declarado que quería crear una película que los sudafricanos pudieran ver, estar orgullosos y que "no los golpee, los azote y les haga sentir que ver películas sudafricanas es como una penitencia". La canción principal, "Oons behoort mos saam", fue interpretada por Jack Parow y EJ von Lyrik.

## Sinopsis
Dos amigos descubren una caja de cartón con un millón de dólares tras sufrir un percance mecánico en su auto. Ellos deciden quedarse en un resort cercano, donde el personal y huéspedes descubren rápidamente que la pareja tiene una gran cantidad de dinero, lo que deriva en el deseo de todos por intentar robar el efectivo.

## Elenco
- Wandile Molebatsi
- Kurt Schoonraad
- Lilani Prinsen
- Grant Swanby
- Michelle Scott
- Rapulana Seiphemo

## John & John
En 2017, los periodistas ghaneses se acercaron a Greene para verificar lo dicho por el cineasta ghanés Kofi Asamoah sobre haber recibido su permiso para adaptar la película. John & John (2017),fue una nueva versión no autorizada de Skeem. No se tomó ninguna acción legal, ya que los abogados de Greene le informaron que el costo de llevar adelante un caso de propiedad intelectual contra Asamoah en tiempo y dinero no haría que valiera la pena. Asamoah afirmó en público que había recibido permiso para adaptarla.

## Recepción
The Mail & Guardian realizó una reseña de la película junto con otro proyecto estrenado casi al mismo tiempo, A State of Violence, de Khalo Matabane, y afirmó que las dos retratan representaciones muy diferentes del país y que " Skeem parece tener lugar en una Sudáfrica donde la raza no es de especial relevancia, una Sudáfrica en la que todas esas divisiones sociales han desaparecido en la lucha por el beneficio personal."

### Premios
- Ganadora del Premio Elección del Público en el Festival de Cine de Abu Dabi (2011)[11]